# Michał Władysław Lniski
Michał Władysław Lniski herbu Ostoja Pruska (ur. ok. 1723, zm. 1777 w Gdańsku) – wicewojewoda pomorski w latach 1766–1777, ławnik tczewski w latach 1759–1777, członek Generalności konfederacji barskiej w 1771 roku, marszałek pomorski konfederacji barskiej.

## Życiorys
Był wujem Józefa Wybickiego. W 1764 posłował na sejm koronacyjny. W 1766 został podwojewodzim pomorskim. Wybrany posłem z powiatu tczewskiego na sejm, został marszałkiem ogólnopomorskiego sejmiku w Starogardzie. W 1767 posłował na Sejm Repninowski z województwa pomorskiego, przeforsował też kandydaturę na posła swojego siostrzeńca Józefa Wybickiego. Po jego głośnym proteście pomagał mu w ukrywaniu się. Był przesłuchiwany i inwigilowany przez posła rosyjskiego Nikołaja Repnina.
Jako jeden z pierwszych na Pomorzu opowiedział się za konfederacją barską. 16 sierpnia 1768 w Starogardzie doprowadził do zawiązania konfederacji województwa pomorskiego, jednogłośnie obwołany jej marszałkiem. W październiku jego oddziały uległy rozbiciu, ścigane przez wojska rosyjskie Piotra Czertoryżskiego. 13 października Lniski przekroczył granicę pruską, został aresztowany i osadzony w twierdzy w Kołobrzegu. W niewyjaśnionych okolicznościach wydostał się z aresztu. W styczniu 1770 stanął na czele oddziału w sile 1500 ludzi, z którym stoczył kilka zwycięskich potyczek z wojskami rosyjskimi. Pobity 29 stycznia w bitwie pod Kcynią, udał się do Proszowa na spotkanie z Generalnością. 
Wszedł do grona czołowych i najbardziej wtajemniczonych członków władz konfederackich. Mianowany agentem dyplomatycznym konfederatów przy pośle francuskim w Wiedniu. W 1772 wziął udział w zjeździe przywódców barskich w Landshut. W 1775 powrócił do kraju.